# Sarah Bates (cantant)
Sarah Bates coneguda també com a Miss Harrop fou una notable cantant anglesa, que visqué en la segona meitat del segle xviii.
Era l'esposa de l'organista John Bates. Va adquirir reputació, tant per la puresa i extensió de la seva veu com per l'expressió dramàtica. Després de casada, mercès a les lliçons del seu marit, no tingué rival en la interpretació de les obres de Handel.